# Преградное
Прегра́дное — село в Красногвардейском районе (муниципальном округе) Ставропольского края России.

## Название
Название Преградное предположительно связано с тем фактом, что в период Российской империи село служило преградой на пути набегов горцев на русские селения.

## География
Расстояние до краевого центра: 88 км. Расстояние до районного центра: 18 км.

## История
Населённый пункт основан в 1808 году на реке Большой Егорлык (по другим данным - 20 сентября 1803 года). Известно, что летом этого года были составлены земельные планы и по ним «разбиты» селения Летницкое, Преградное, Безопасное и Медвежеколодезное (Медвежье). В дальнейшем по документам, хранящимся в Государственном архиве Ставропольского края, «именно 1808 год значится датой образования этих населенных пунктов, хотя сведения о появлении первых поселенцев относятся к 1804—1805 годам».
В соответствии с «Хронологическим указателем достопримечательных событий и важнейших постановлений правительства…», размещённым во втором выпуске «Сборника статистических сведений о Ставропольской губернии» (1869), Преградное было основано в 1802 году при «заселении почтового тракта от Ставрополя в Ростов на Дону». Согласно справочнику «Ставропольская губерния в статистическом, географическом, историческом и сельскохозяйственном отношениях» (1897) село образовано в 1803 году выходцами из средней России. В архивных документах также имеются сведения о том, что его основали в 1804 году переселенцы из Орловской губернии.
Преградное входило в состав Ставропольского, затем — Медвеженского уездов Ставропольской губернии.
В 1812 году было проведено межевание села.
16-18 октября 1837 Николай I инспектировал территорию нынешнего Ставрополья. Путь его лежал через города Пятигорск и Георгиевск, станицу Александрийскую, села Сухая Падина, Александровское, Калиновское, Сергиевское, хутор Базовый, село Старомарьевское, город Ставрополь, села Верхнерусское, Московское, Донское, Безопасное, Преградное и Медвеженское.
По данным Ставропольского губернского статистического комитета за 1873 год в Преградном проживало 4955 человек, из них мужчин — 2488, женщин — 2467. На территории села находились волостное правление, народное нештатное училище, казённая почтовая станция, 3 водяные мельницы, 3 маслобойни, 19 питейных домов, 6 лавок, 2 хлебных магазина, церковь:44.
В 1923 году в селе было создано сельскохозяйственное товарищество «Братский Союз».
До 16 марта 2020 года Преградное образовывало муниципальное образование село Преградное со статусом сельского поселения.

## Население
| 1873  | 1883  | 1884  | 1897    | 1898  | 1903    | 1908    | 1909    | 1966  |
| ----- | ----- | ----- | ------- | ----- | ------- | ------- | ------- | ----- |
| 4955  | ↗7082 | ↗8277 | ↗10 738 | ↘9200 | ↗13 669 | ↘13 358 | ↗13 806 | ↘5058 |
| 1989  | 2002  | 2010  | 2012    | 2013  | 2014    | 2015    | 2016    | 2017  |
| ↘3542 | ↗3606 | ↘3316 | ↘3259   | ↘3200 | ↘3096   | ↘3038   | ↘2983   | ↘2952 |
| 2018  | 2019  | 2020  | 2021    | 2021  | 2023    |         |         |       |
| ↘2940 | ↗2955 | ↘2934 | ↗3001   | →3001 | ↘2997   |         |         |       |

Национальный состав
По итогам переписи населения 2010 года проживали следующие национальности (национальности менее 1 %, см. в сноске к строке «Другие»):
| Национальность | Численность | Процент |
| -------------- | ----------- | ------- |
| Русские        | 3114        | 93,91   |
| Армяне         | 72          | 2,17    |
| Другие         | 130         | 3,92    |
| Итого          | 3316        | 100,00  |

## Инфраструктура
- Культурно-досуговый центр «Дом культуры».
- Сельская библиотека. Открыта 1 сентября 1932 года[39]
- Дом-интернат для престарелых и инвалидов.

## Образование
- Детский сад № 7 «Теремок».
- Детский дом (смешанный) № 8.
- Средняя общеобразовательная школа № 7.

История
Сельское двухклассное училище. Упоминается в 1898 году.

## Русская православная церковь
Покровская церковь. Упоминается в 1893 году.

## Люди, связанные с селом
- Дмитриев Владимир Иванович (1935) — механизатор колхоза «Путь к коммунизму», награждён орденом Трудовой Славы I, II, III степени[42]

## Эпидемиология
- Находится в местности, отнесённой к активным природным очагам туляремии[43].

## Памятники
- Братская могила советских воинов, погибших в борьбе с фашистами. 1942—1943, 1965 года[44].
- Памятник комбригу П. Л. Кибкало. 1965 год[45].
- Памятник В. И. Ленину. 1966 год[46].
- У села Преградное вдоль течения Егорлыка найден каменный крест XI века с изображением креста в средокрестии и с прорезанной четырехстрочной надписью буквами кириллического алфавита[47]. Материал - местный песчаник. Крест постоянно экспонируется в зале археологии Ставропольского государственного музея-заповедника им Г. Н. Прозрителева и Г.К.Праве[48]. Аналогичный ему поклонный крест реставрирован и расположен возле трассы Ставрополь-Ростов между селами Безопасным и Преградным на расстоянии около 26 км, что равно дневному пешему переходу[49][50]. По одной из версий, такими крестами отмечались места для ночлега на древнем пути из Нижнего Дона и Приазовья в земли Тмутараканского княжества и далее в Закавказье через Дарьяльское ущелье. Крест представляет собой, наряду с Воймерицким крестом, а также Тмутараканским, Рогволодовым и Борисовыми камнями, один из древнейших образцов русской эпиграфики.

## Кладбища
- Гражданское кладбище № 1 (общественное открытое). Расположено в 500 м к юго-западу от села, вдоль автотрассы Ставрополь — Батайск. Площадь 50 тыс. м².
- Гражданское кладбище № 2 (общественное открытое). Расположено на южной окраине села. Площадь 60 тыс. м²[51].